# 1931 في سويسرا
فيما يلي قوائم الأحداث التي وقعت خلال عام 1931 في سويسرا.

## ظهور
- 1 يناير – لعبة الكريات الزجاجية كتاب من تأليف هرمان هيسه.

## مواليد

### يونيو
- 14 يونيو – والتر فافر درّاج طريق سويسري.

## وفيات

### يوليو
- 27 يوليو – أوغست فوريل (مواليد 1848)

### أكتوبر
- 2 أكتوبر – خايمي (مواليد 1870)
- 26 أكتوبر – جون إسحاق بريكيه (مواليد 1870) عالم نبات سويسري.

### نوفمبر
- 5 نوفمبر – كونراد شتيلي (مواليد 1866) لاعب رماية سويسري.